# Serveis del Medi Ambient
Serveis del Medi Ambient (SMATSA) és una empresa privada fundada l'any 1976 amb l'objectiu de prestar el servei de neteja viària i recollida de residus a la ciutat de Sabadell (Vallès Occidental). Forma part de Vendex, grup estatal d'empreses relacionades amb la prestació i gestió de serveis a l'Administració pública.

## Història

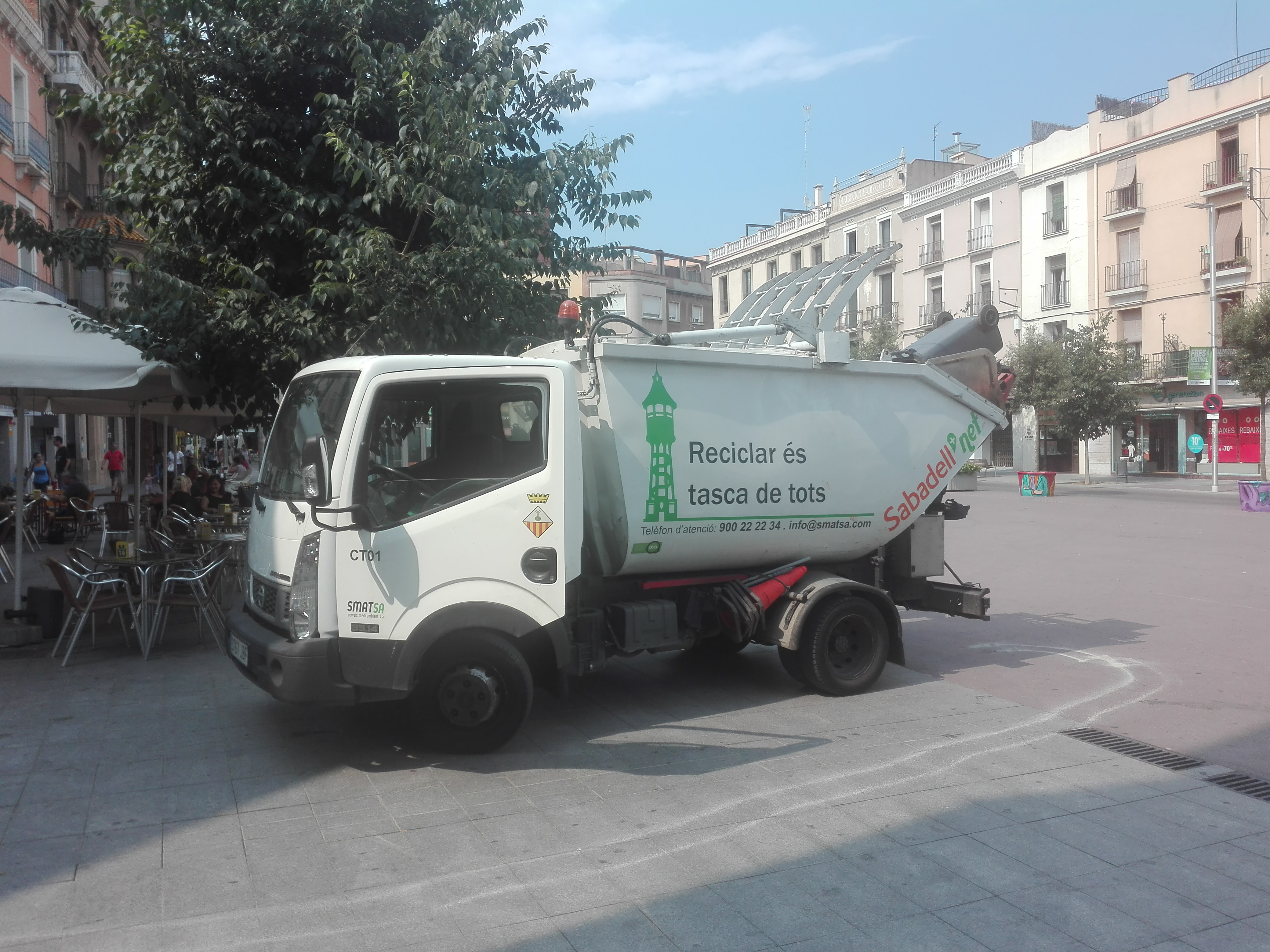
Camió de reciclatge d'SMATSA

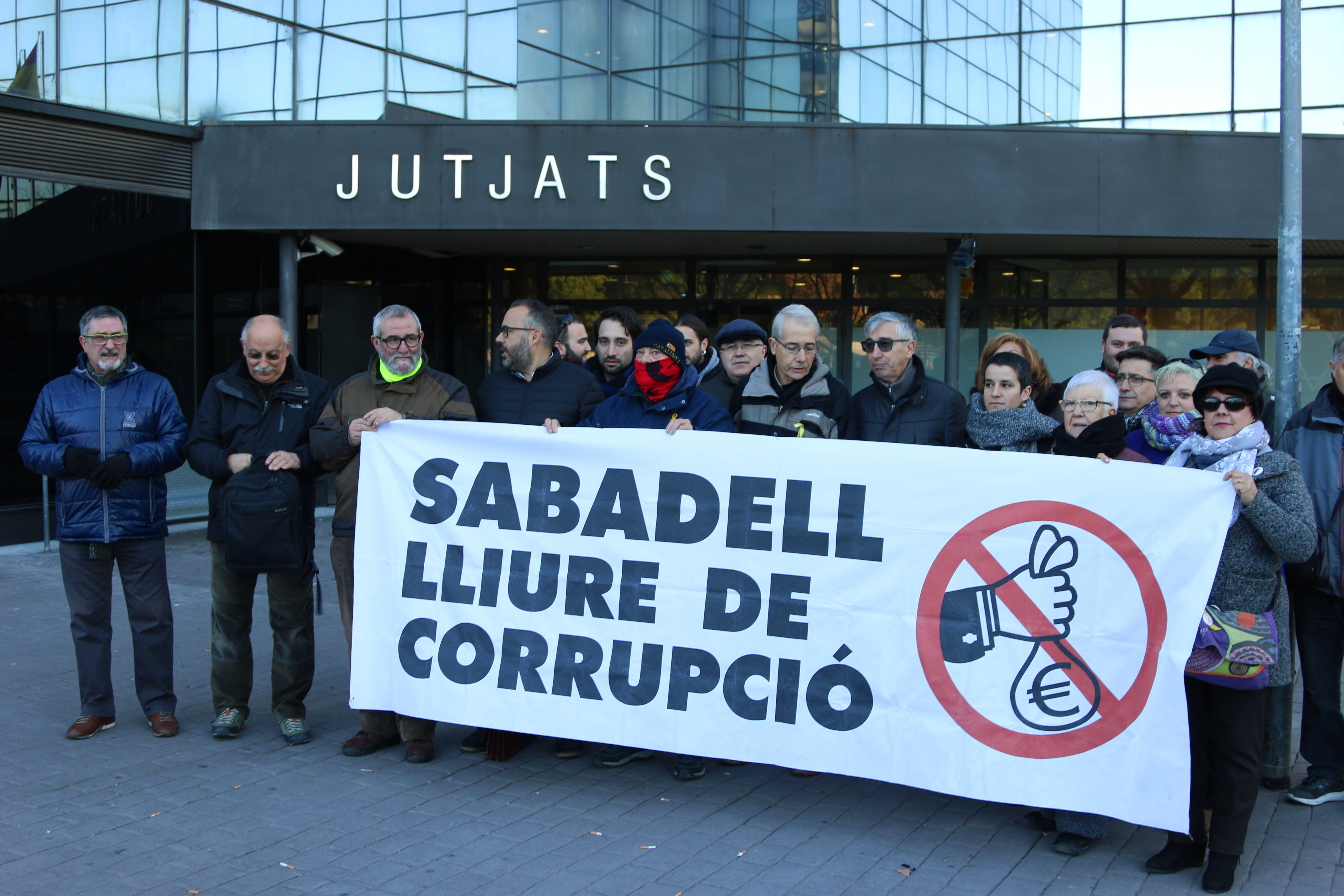
Resposta ciutadana a la citació d'SMATSA.

Des de la seva fundació el 1976, l'empresa ha gestionat el servei de neteja i residus de la ciutat de Sabadell. El contracte de concessió de servei durava 5 anys però el 2012 Manuel Bustos (PSC), llavors alcalde de la ciutat, va proposar redactar-ho amb una durada de 20 anys. Això va provocar certa polèmica a l'Ajuntament i finalment el contracte es va realitzar per 15 anys, amb els vots a favor del PSC, el vot en contra de CiU i PP i l'abstenció d'Iniciativa per Catalunya. Es van presentar tres empreses al concurs: SMATSA, Valoriza, del grup Sacyr Vallehermoso i FCC. Finalment Smatsa va quedar-se amb el contracte, tot i que l'oferta de Sacyr era més econòmica. SMATSA forma part de Vendex, que des de 2005 també gestionava el servei de zona blava a Sabadell mitjançant una altra empresa.

### Operació Pokémon
El setembre de 2012, en el marc de l'Operació Pokémon, una investigació judicial de presumptes suborns en la contractació pública de Galícia, la fiscalia posà el focus en Vendex, l'empresa matriu de SMATSA. En conseqüència, s'investigà també la filial i el transcurs del registre a la seva seu central se certificà la trobada d'una desena de correus electrònics que avalaven la contractació fraudulenta de treballadors recomanats per l'entorn del batlle de la ciutat, Manuel Bustos, i sobretot pel seu germà Paco Bustos, del mateix partit. La investigació sobre el major contracte de l'Ajuntament de Sabadell fou immediatament posada en coneixement a les autoritats judicials del macrosumari del cas Mercuri.

### Peça 28 del Cas Mercuri
El 27 de novembre del mateix any els Mossos d'Esquadra van entrar a l'Ajuntament de Sabadell destapant una trama de corrupció del Govern de Manuel Bustos, coneguda com a Cas Mercuri. Entre d'altres fraus, la peça 28 investigà l'afavoriment de SMATSA, passant per davant de dos competidors, per fer-se càrrec del contracte de recollida d'escombraries, valorat en uns 19 milions d'euros anuals. Es van redactar 530 pàgines d'un atestat policial on es relaten els indicis trobats pels Mossos i per la Guàrdia Civil amb relació a aquest presumpte delicte. En diversos correus electrònics recuperats durant els registres que es van fer tant a l'empresa com a l'Ajuntament es revelava que SMATSA disposava dels plecs del concurs fins a tres mesos abans de publicar-se.
Segons la peça, Manuel Bustos disposava d'un segon telèfon no oficial des d'on es van fer aquests contactes, i també relata una trobada secreta entre Paco Bustos i els directius del grup a Madrid l'abril del 2012, pocs mesos abans de l'adjudicació del concurs. No es descarta el suborn, ja que els investigadors van trobar frases com aquesta del president de Vendex:
| «                                    | Este huevo quiere sal | » |
| — Gervasio Rolando Rodríguez, Vendex |                       |   |

La investigació també va documentar que -entre 2009 i 2012- Vendex va costejar com a mínim una desena de viatges a diversos càrrecs de l'Ajuntament per assistir a fires, així com viatges privats a Alemanya, Sevilla, París o Melilla. També va pagar diversos dinars al restaurant Migas, propietat de Paco Bustos, i va col·locar dins de SMATSA a familiars i amics de càrrecs de l'Ajuntament.
La interlocutòria, feta pública a mitjans de setembre de 2018, assenyalava que SMATSA s'havia fet responsable de pagar el sopar central de campanya del PSC a les eleccions municipals de 2011, celebrat a la Pista coberta d'atletisme de Catalunya, que va tenir un cost d'uns 100.000 euros, a canvi d'un tracte de favor en el concurs públic de concessió. Segons la jutgessa d'instrucció, Beatriz Faura, entre 2009 i 2012, «alts càrrecs de l'Ajuntament de Sabadell, juntament amb el grup empresarial Vendex, van constituir un grup perfectament organitzat i concertat en el si del qual es van desenvolupar activitats il·lícites amb el fi d'obtenir a favor seu un rèdit o benefici econòmic». A raó d'aquests fets imputats, la magistrada cità a declarar el 6 de novembre de 2018 a l'ex-alcalde Manuel Bustos, al seu germà i ex-regidor Paco Bustos, a la regidora Anna Carrasco, al regidor Cristian Sánchez, a l'exdirector d'Espai Públic Xavier Izquierdo i a la cúpula directiva d'SMATSA, donant especial transcendència al seu gerent, Eugenio Díaz.
Les reaccions no es feren esperar a la compareixença. Eugenio Díaz va admetre haver pagat una quantitat de 100.000 euros pel sopar, mentre que Anna Carrasco i Cristian Sánchez van abandonar l'escó i van renunciar a l'acta de regidor de l'Ajuntament, d'acord amb el codi ètic del partit, per a ser reemplaçats per Carlos Corcuera i Mercè Porras. A més a més, l'empresa que va fer el sopar va admetre haver cobrat 30.000 euros en efectiu sense factura a la seu del PSC i que 36.000 euros més els va facturar com a despeses de la Festa de la Rosa del mateix any.
Al novembre de 2018, la jutgessa va concloure en un informe que l'adjudicació a la concessionària, va ser "fruit d'un tripijoc planificat, organitzat i dirigit" per una "organització criminal" formada per alts càrrecs de l'Ajuntament i la direcció del grup empresarial. Va acusar Paco Bustos, ex-regidor d'espai públic i germà de l'alcalde i a Xavier Izquierdo, llavors director d'aquella àrea. També va implicar l'alcalde mateix, argumentant que era conscient dels fets, i al president del Grup Vendex, Gervasio Rolando Rodríguez, i al gerent de Smatsa, Eugenio Ángel Díaz. També va imputar a 18 persones més, per diversos delictes que inclouen tràfic d'influències, prevaricació, violació de secrets, suborn, falsificació documental, frau electoral i blanqueig de capitals. Bustos va declarar el mateix mes de novembre, declarant-se innocent.

### Auditoria i expedient

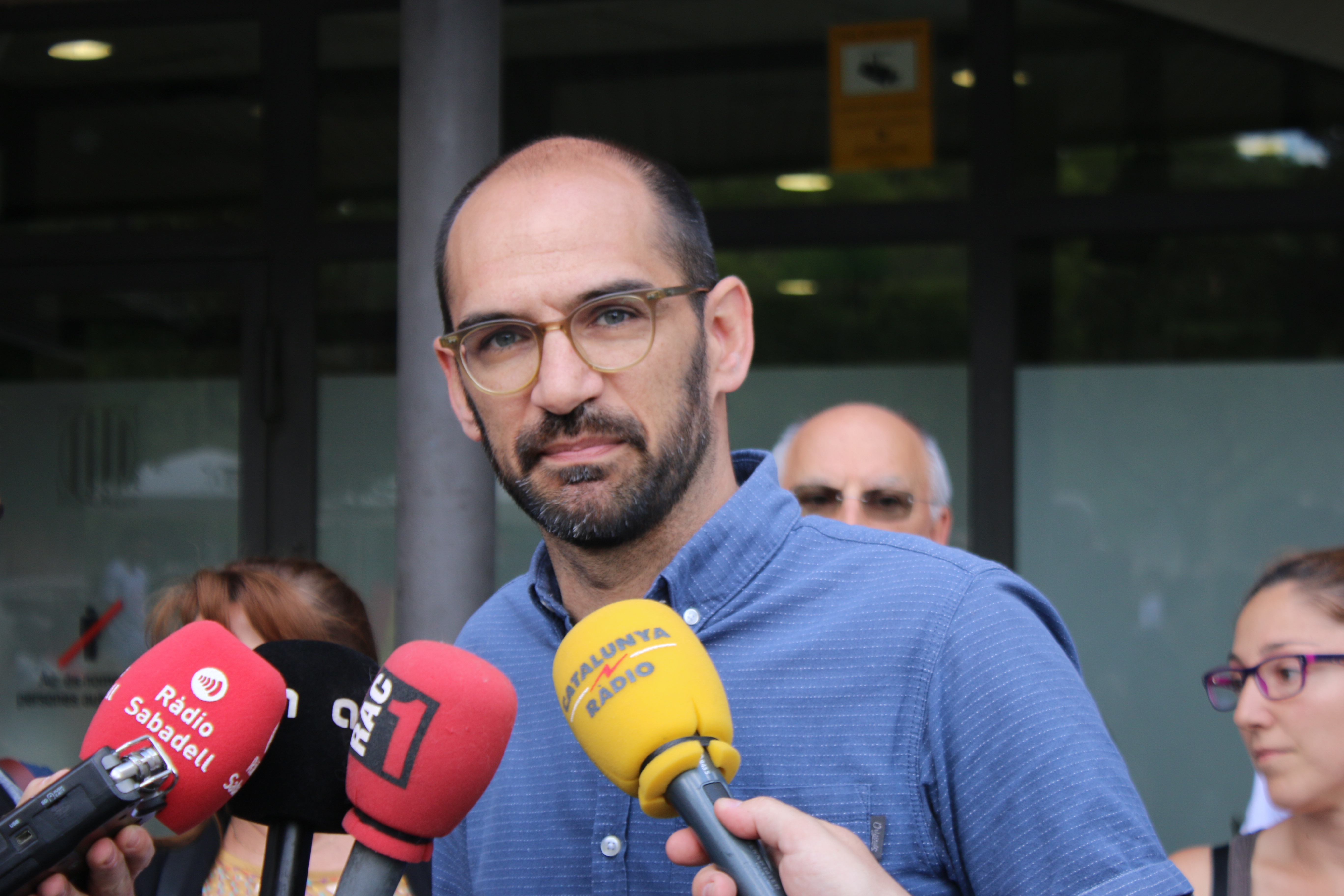
Citació de l'alcalde Matíes Serracant (Crida per Sabadell)

El 2015 va haver-hi un canvi de govern municipal i va entrar a govern una coalició formada per ERC, Crida per Sabadell, Unitat pel Canvi i Guanyem Sabadell. L'any 2017 es va fer una auditoria a l'empresa, que va concloure no s'havien instal·lat els dispositius de GPS acordats per fer el seguiment de les rutes dels camions d'escombraries; que s'havien reduït les tasques de neteja dels carrers en un 26% de les acordades; o que s'haurien invertit 824.000 euros de més a serveis no vinculats a la ciutat de Sabadell, entre d'altres irregularitats. Les auditories van definir que només s'hauria complert el 59,2% dels serveis i alhora -com a mínim- hauria facturat 3,5 milions d'euros de més al Consistori.
En aquest sentit, el consistori exigí a l'empresa que rectifiqués la conducta o es veuria obligat a rescindir la concessió, sense perjudici que els expedients oberts podien comportar una sanció de fins a 20 milions d'euros, segons declaracions de l'alcalde del moment, Maties Serracant (Crida per Sabadell). El 24 de gener de 2018, l'Ajuntament decidí obrir cinc expedients a l'empresa per haver generat un sobrecost de 4,3 milions d'euros al contracte de 21 milions d'euros signat el 2012.
A la primera setmana d'octubre de 2018, i en paral·lel al litigi sobre les causes que motivaren els expedients, la direcció de SMATSA presentà una demanda civil contra el Govern municipal, concretament contra l'alcalde Serracant i el regidor Perarnau. El fonament de dret exposat és la presumpta intromissió al dret a l'honor en haver plantejat «expedients sancionadors» i «irregularitats greus» de l'empresa, sol·licitant una indemnització de 30,000 euros en concepte de danys per aquestes paraules, tot i que el pèrit les havia quantificat en 1,586,063.70 euros, en un expedient de més de 500 pàgines sense comptar els annexos.

### Intervenció, ERO i vaga

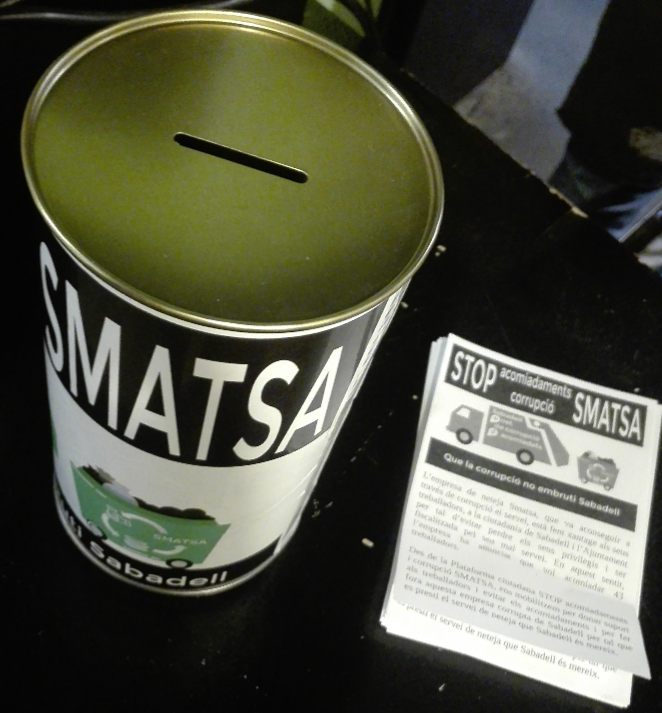
Guardiola contra la corrupció i els acomiadaments d'SMATSA.

El 28 de juny de 2018, la seva direcció amenaçà amb l'acomiadament de 17 treballadors i reducció de serveis, com ara noves contractacions per cobrir l'estiu, si abans del setembre el govern municipal no tornava al model de facturació vigent fins al moment. En aquest sentit, el gerent de l'empresa, Eugenio Díaz, manifestà que amb aplicació del nou sistema deixarien de cobrar 1.2 milions d'euros. D'altra banda, el regidor de Serveis Centrals de l'Ajuntament, Lluís Perarnau (Crida per Sabadell), culpà a l'empresa d'intentar fer «xantatge» davant l'obertura de cinc expedients per presumpte incompliment contractual.
La tardor de 2018 l'Ajuntament va promoure una inspecció tècnica de facturació (ITF) arran de l'augment del cost del servei, acusant l'empresa de facturar per sobre dels serveis prestats, per un import d'uns 1,2 milions anuals. El 8 d'octubre, una resolució judicial va confirmar que la suspensió del contenciós administratiu contra la Instrucció Tècnica de Facturació (ITF) per prejudicialitat penal afectava també les mesures cautelars sol·licitades per Smatsa i que, per tant, la ITF quedava vigent. El consistori es va reunir amb l'empresa, que va anunciar que la ITF comportaria acomiadaments i reduccions de serveis, en la línia del que l'empresa ja havia anunciat, el 18 de juny, en roda de premsa.
El 9 de novembre de 2018, pocs dies després de la compareixença judicial per la peça 28 del Cas Mercuri, l'empresa va presentar un expedient de regulació d'ocupació (ERO) que afectaria a 43 treballadors d'un total de 364. Davant d'aquest escenari, la delegació sindical d'UGT Catalunya de la plataforma d'empreses municipals CEMSU reclamà que l'Ajuntament retirès la ITF i que SMATSA fes el mateix amb l'ERO, perquè posteriorment es creés una taula de negociació a tres bandes: Ajuntament, SMATSA i treballadors. En aquelles mateixes declaracions, no es descartaren l'ús de mesures de pressió més contundents per a fer valer els drets dels treballadors, amb clara al·lusió a la convocatòria de vaga.
El 20 de novembre es va signar un decret d'alcaldia per iniciar els tràmits per intervenir l'empresa i salvar així el servei de recollida d'escombraries i la plantilla de treballadors. L'endemà, en declaracions a Ràdio Sabadell, el regidor Perarnau manifestà que la intervenció es realitzaria «abans del Nadal» per a «fer compatible l'interès general amb els interessos dels treballadors perquè 43 llocs de feina estan en joc». L'endemà, 21 de novembre, es va realitzar la primera reunió trilateral, si bé les posicions es mantingueren fermes. En ella, SMATSA va sol·licitar una moratòria fins al 31 de desembre de l'ERO a canvi d'ajornar l'ITF, mesura que va ser rebutjada per l'Ajuntament. Tanmateix, SMATSA va decidir unilateralment deixar de cobrar el benefici del marge industrial que se li recriminava des del Govern municipal. Davant d'aquesta tessitura, la delegació sindical de Comissions Obreres va convocar vaga indefinida a partir de l'1 de desembre si no es retirava l'ERO, sense que la resta de representants del comitè d'empresa, UGT i CGT, s'haguessin posicionat.
En determinats moments del conflicte entre administració i empresa, des de la societat civil organitzada es manifestà la Plataforma en Defensa dels Serveis Públics pronunciant-se en contra de «qualsevol concessió que suposi seguir amb l'estafa a la ciutadania», assenyalant com a responsables dels danys comesos a «la corrupció del PSC i d'SMATSA», així com rebutjant frontalment la moció presentada pel partit polític de Ciutadans, i aprovada en ple, per tal de modificar la ITF com a mesura per a evitar l'ERO.